# Bae Hyun-jin

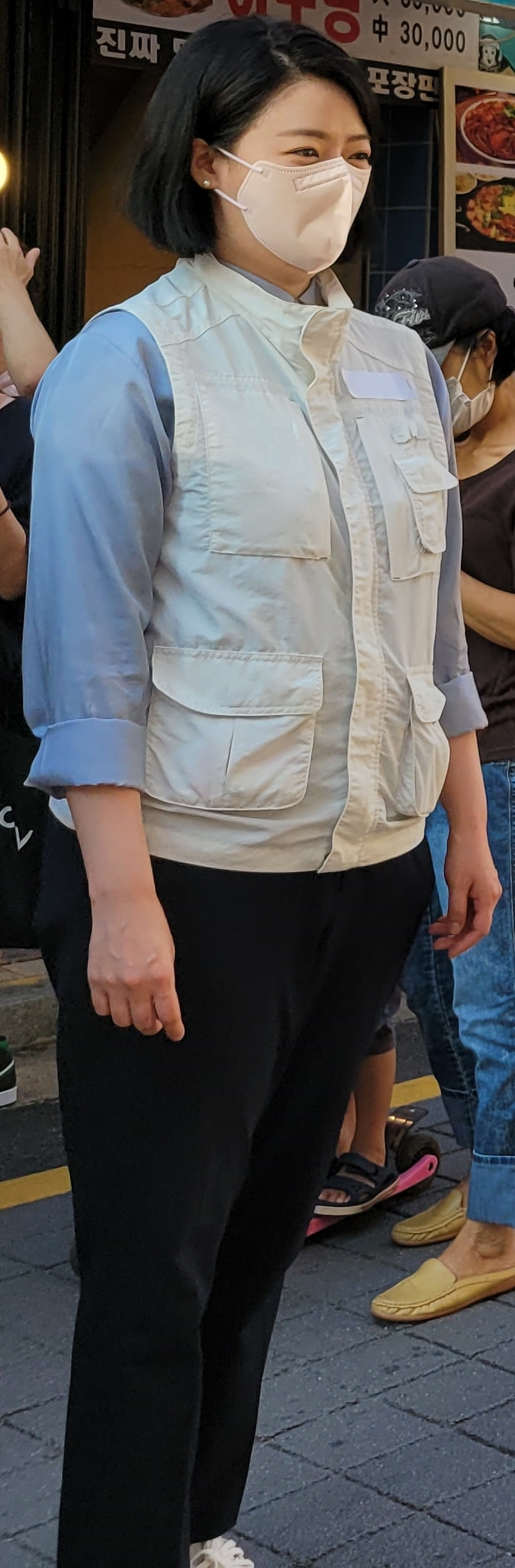
Bae Hyun-jin

Bae Hyun-jin (* 6. November 1983 in Seoul, Südkorea) ist eine südkoreanische Politikerin der konservativen Mirae-tonghap-Partei und ehemalige Fernsehmoderatorin des Munhwa Broadcasting Corporation. Sie zog in Folge der Parlamentswahl in Südkorea 2020 als Abgeordnete für den Sitz B des Seouler Songpa-gu in die Gukhoe ein.

## Werdegang
Bae studierte Kommunikation sowie koreanische Sprache und Literatur an der Sookmyung Women’s University. 2009 begann sie für MBC zu arbeiten.
Sie gehörte vor der Gründung der MTP der Jayu-hanguk-Partei an und ist unverheiratet.
Am 25. Januar 2024 wurde sie von einem 14-jährigen mit einem Stein attackiert und daraufhin ins Krankenhaus eingeliefert. Der Vorfall erregte gerade deshalb sehr viel Aufmerksamkeit in Südkorea, da Wochen zuvor der Spitzenpolitiker Lee Jae-myung mit einem Messer attackiert wurde.